# Желтопёрый тунец
Желтопёрый тунец, или желтохвостый тунец (лат. Thunnus albacares) — вид лучепёрых рыб из семейства скумбриевых. Встречается во всех тропических и умеренных широтах мировых океанов, однако отсутствует в Средиземном море. Максимальная зарегистрированная длина 239 см, а масса 200 кг. Ценный промысловый вид.

## Описание
Тело веретенообразное, удлинённое, высокое в средней части и резко сужается к хвостовому стеблю. Максимальная длина тела 239 см, а масса — 200 кг. Голова большая, нижняя челюсть несколько выдаётся вперёд. В первом спинном плавнике 12—14 жёстких лучей, а во втором спинном плавнике 13—16 мягких лучей. Между вторым спинным и хвостовым плавниками расположено 8—10 маленьких дополнительных плавничков. В анальном плавнике 12—15 мягких лучей. Между анальным и хвостовым плавниками расположено 7—10 дополнительных плавничков. Хвостовой плавник сильно выемчатый, месяцеобразный. У крупных половозрелых особей второй спинной и анальный плавники очень длинные, их края достигают основания хвостового плавника. Грудные плавники очень длинные, достигают вертикали начала основания второго спинного плавника. Спина тёмно-синего цвета с металлическим отливом, бока желтоватые, а брюхо светло-серебристое. Второй спинной и анальный плавники ярко-жёлтые. Дополнительные плавнички ярко-жёлтые с тёмными краями. На первой жаберной дуге 27—34 жаберных тычинок. В боковой линии 220—270 чешуй. Плавательный пузырь есть. Печень с тремя лопастями, правая лопасть длинная, радиальная исчерченность отсутствует.

## Распространение
Широко распространён в тропических и субтропических регионах всех океанов. В отличие от обыкновенного и длиннопёрого тунца трансокеанских миграций желтоперый тунец не совершает.
Границы ареала желтопёрого тунца примерно соответствуют положению изотермы 20°С в наиболее тёплое время года. Обычно эти рыбы держатся в поверхностном слое и редко опускаются глубже 100 м. Эти рыбы не встречаются в воде температурой ниже 18°С. Молодь обычно держатся стаями у поверхности воды в прибрежных районах, тогда как взрослые особи живут в открытом океане на глубине до 150 м. Районы наибольшей концентрации этого вида наблюдаются в водах с повышенной биологической продуктивностью, изобилующих пищей.
Желтопёрый тунец охотно группируется с другими рыбами своего размера, в том числе с другими тунцами. Молодь вида (до 100 см) формирует смешанные скопления с полосатым и молодью большеглазого тунца. Самые крупные экземпляры иногда наблюдаются в группах с дельфинами, морскими свиньями и китовыми акулами.
Способен развивать скорость до 75 км/ч.

## Биология
См. также Особенности физиологии тунцов
Подобно прочим тунцам желтопёрые тунцы имеют хорошо развитые кровеносные сосуды кожи и боковых мышц тела и богатую гемоглобином кровь. Температура тела во время активного плаванья превышает температуру воды на несколько градусов.

### Размножение и жизненный цикл
Желтопёрые тунцы размножаются икрометанием. Они быстро растут: годовой прирост длины составляет 20—40 см. Они достигают половой зрелости при длине 50—60 см. Плодовитость составляет около 1 млн икринок у небольших рыб и до 8,5 млн у крупных особей. Нерест в тропической зоне происходит круглогодично, а у её краев в летние месяцы.

### Питание
Пища желтопёрых тунцов состоит из других рыб, ракообразных, моллюсков и кальмаров. Избирательность в питании отсутствует: в желудках этих хищников были обнаружены рыбы, относящиеся к 50 различным семействам.

## Взаимодействие с человеком
Важный промысловый объект. Готовое мясо жёлтого или коричневого цвета, по структуре твердое, вкус мягкий. Рыба большого размера идеально подходит для консервирования. На рынке США известен как ahi tuna.

### Промысловое значение
В коммерческом рыболовстве желтопёрый тунец ловится с помощью ярусов и кошельковых неводов. Мировые уловы желтопёрого тунца в 2004—2013 годах варьировались от 1,093 до 1,456 млн тонн. Улов замораживают и продают в консервах. 25 % желтопёрого тунца добывают на востоке Тихого океана, 35 % в западной части Тихого океана, 25 % в Индийском океане и 15 % в Атлантическом океане.
В Атлантическом океане желтопёрый тунец интенсивно эксплуатируется, с 1994 г. вылов снижается. Международная комиссия по сохранению запасов атлантических тунцов (ICCAT) заботясь о сохранении молоди этого вида, добываемого в районе экватора, ввела запрет кошелькового лова в экваториальной зоне с ноября по январь. Состояние запасов в Атлантике оценивается как удовлетворительное. Международная комиссия по сохранению запасов атлантических тунцов установила общий допустимый улов для ежегодного вылова желтопёрого тунца в зоне ответственности Комиссии на уровне 110 тыс. тонн.
В 2003—2005 гг. в западной части Индийского океана отмечались аномально высокие уловы желтоперого тунца. Фактический улов в 2010 году составляет 299 тыс. т, средний вылов за период 2006—2010 гг. — 326,6 тыс. т.
Снижение уловов желтоперого тунца в 2008—2009 гг. было связано с переходом части тунцеловных кошельковых сейнеров и ярусных судов в Атлантический океан из-за участившегося пиратства. В настоящее время запас желтопёрого тунца в Индийском океане находится в стабильном состоянии.
Из-за своей скорости и величины желтопёрый тунец популярен и среди спортивных рыболовов. Наряду с такими рыбами как марлин, рыба-меч и парусник, он входит в список трофеев, необходимых для получения классификации «Большой шлем» Международной ассоциации рыболовов. Рекордная масса трофейного желтопёрого тунца составляет 193 кг.
Международный союз охраны природы присвоил виду охранный статус «Вызывающие наименьшие опасения» (с 2011 по 2021 годы вид рассматривался как «Близкий к уязвимому положению»). В 2010 году Гринпис внёс желтопёрого тунца в «Красный список продуктов», от употребления которых рекомендовано воздерживаться, чтобы не усугублять вред, наносимый экосистеме.

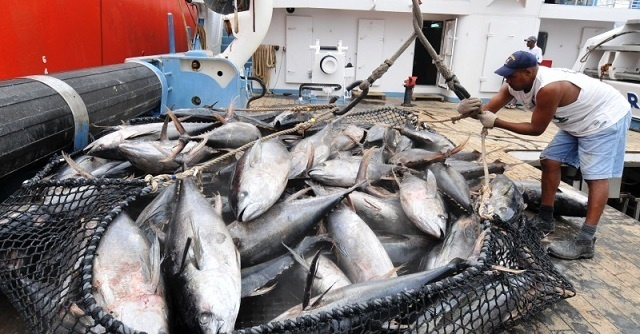
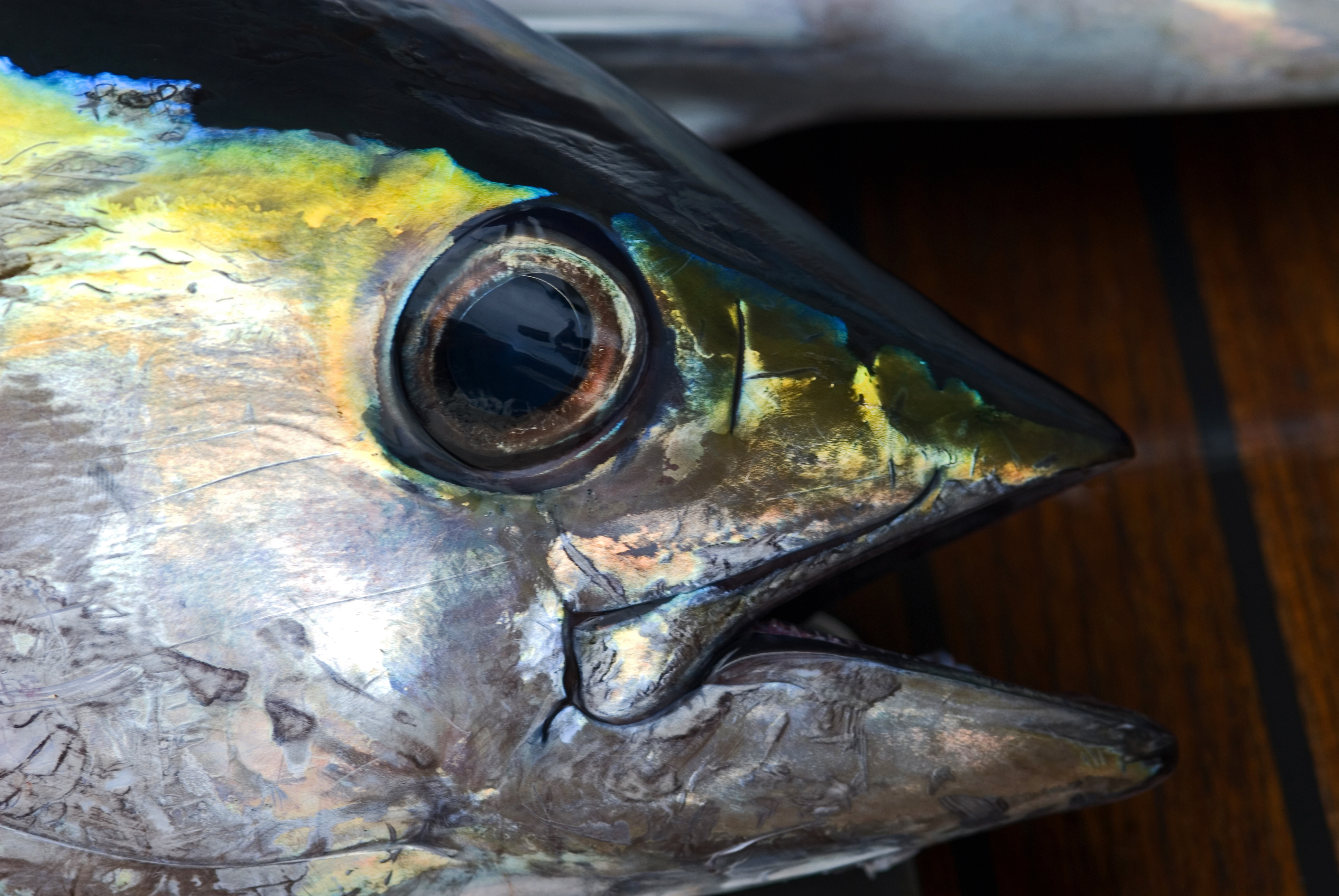